# 臥雲辰致

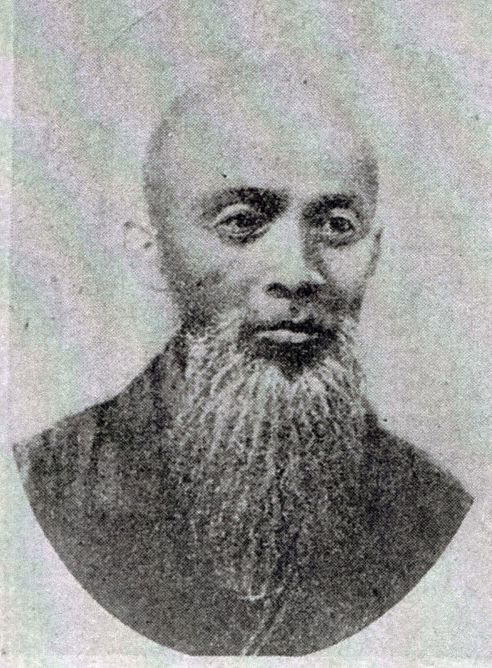
三枝博音、鳥井博郎『日本の産業に尽くした人々』(1954、毎日新聞社)より臥雲辰致

臥雲 辰致（がうん たつむね（たっち、ときむね）、天保13年8月15日（1842年9月19日） - 明治33年（1900年）6月29日）は、明治初期に臥雲式紡績機（ガラ紡）を発明した発明家。幼名は栄弥。元の姓は横山で、「臥雲」姓は住持であった寺の山号に由来。

## 生涯
信濃国安曇郡小田多井新田村（現・長野県安曇野市堀金三田）の出身。父は儀十郎。横山家はかつては豪農であったが、父の代に没落したという。家業として営んでいた足袋底織業を手伝い、少年の頃から能率向上のための紡績器械改良を思案していた。文久元年（1861年）20歳で近隣の法降山安楽寺（岩原村）で出家し、智恵と名乗る。慶応3年（1867年）には末寺の臥雲山孤峰院の住持となるが、明治4年、明治政府の廃仏毀釈により廃寺とされたので還俗し、臥雲辰致を名乗る。
幕末の開国以来、日本の紡績業は輸入綿糸や綿布に圧迫されていたが、1873年（明治6年）に最初の臥雲式紡織機（ガラ紡）を発明。その騒音からガラ紡とも呼ばれた。明治8年に専売特許を申請するが公売を許されたのみで、翌明治9年に筑摩県庁に斡旋されて官営松本開産社に出品し、開産社の一部を借りて連綿社を設立した。ガラ紡製作を事業化し、1877年（明治10年）に東京上野で開催された第一回内国勧業博覧会に出展して最高の賞である鳳紋賞牌を受賞した。臥雲式紡績機は各地に広まったが、模造品が各地に続出し、連綿社は苦境に陥り、1880年にはこれを閉鎖する。また、洋式紡績機が普及して高速に均質で細い糸を紡ぐようになったので、ガラ紡機は1890年ころからは衰退した。
1878年に、長野県東筑摩郡波多村（現・松本市）の川澄多けと結婚し、後半生をこの村を基盤にして送った。1890年には、当時盛んであった養蚕に役立つ蚕網を織るための発明（従来の織機にくらべ生産能率が15倍のもじり網織機。1899年に特許取得）に成功し、第3回内国勧業博覧会に出品し3等有功賞を受ける。1896年ころ、工場を建てて自ら蚕網の製造に乗り出したが、4年後に病没した。長男は川澄家を継ぎ、四男紫朗（松本で臥雲商会を継ぎ、1914年ころに「臥雲式回転稲抜機」を発明するなどした）が臥雲姓を継いだ。
1892年、文部省編纂の『高等小学校修身教科書』に事績が掲載される。1893年、『日本修身書』（金港堂発行）に掲載される。1915年、『実業修身教科書』に臥雲辰致伝が掲載される。
1920年、愛知県三河紡績同業組合が、岡崎市に臥雲辰致の顕彰碑を建てる（岡崎市せきれいホールの敷地に現存）。1882年、発明の功績により藍綬褒章を与えられた。没後の1961年、岡崎市名誉市民となった。

## ガラ紡と洋式紡績

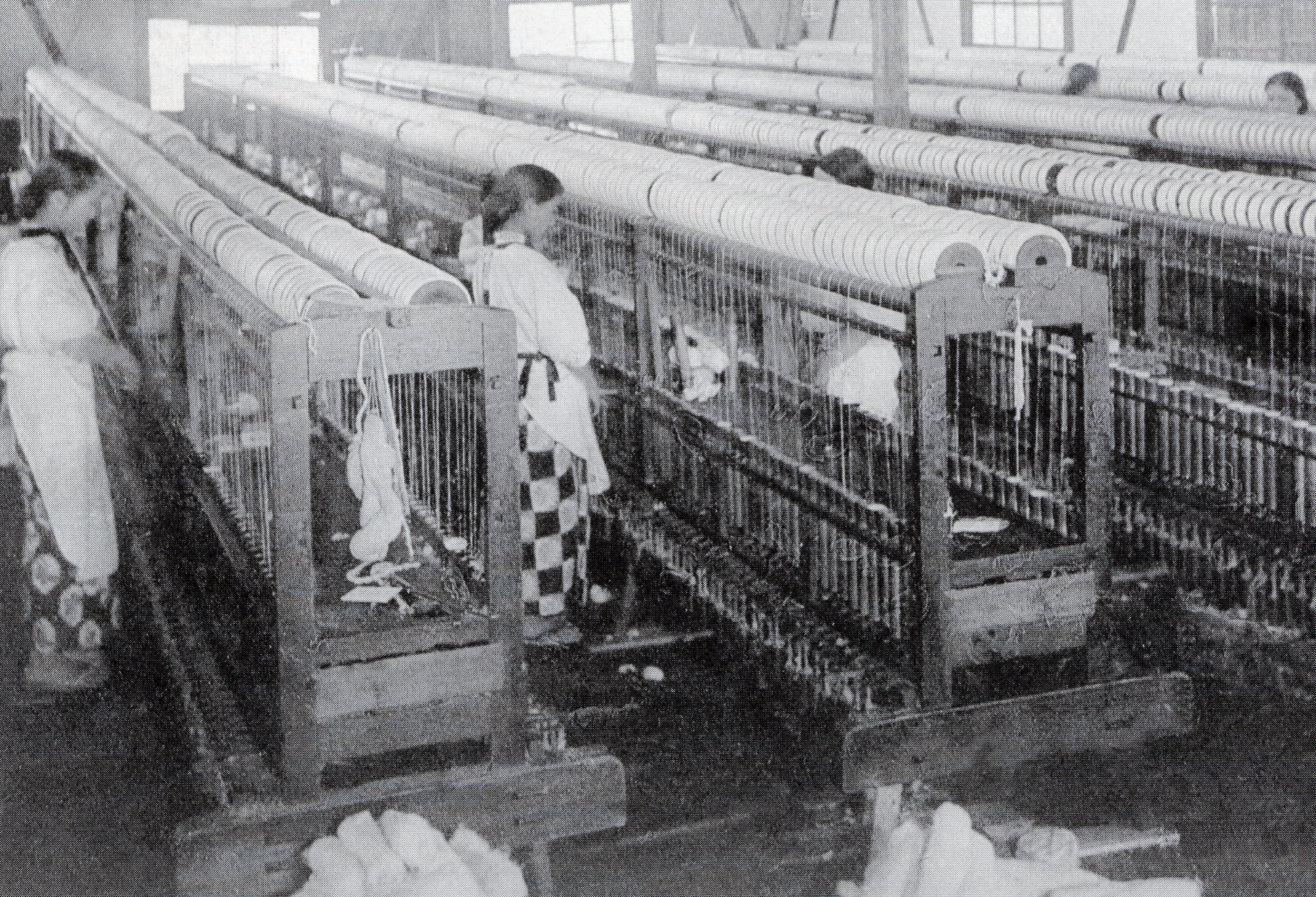
ガラ紡績機5台を運転する愛知県岡崎市の工場（1937年頃）

イギリスでは16世紀以来、農村毛織物工業を中心に問屋制・マニュファクチュア形態の資本主義工業が発展していたが、18世紀になると木綿工業から産業革命が始まっている。紡績・織布機械の発明と動力機関の発明である。フランス・アメリカ・ドイツなどは、これら技術を導入して自国工業を発展させ、19世紀半ばすぎに産業革命を達成した。ロシア・日本なども、20世紀初めころに産業革命を成し遂げた。しかし、それ以外のアジア・アフリカ・ラテンアメリカの諸地域は自国工業の発展を図れずに、資本主義諸国の植民地・従属国になった（この段落は、高校教科書『世界史』実教出版、1987年版による）。
このような時代背景の下に、1868年（明治元年）から1877年までの10年間の輸入総額約2億4600万円のうち、36％を生活必需品でもある綿糸布が占めている。この外国綿糸布の激しい流入は、日本が欧米資本主義に屈服するきっかけにもなる大問題として意識されていた。これを受けて薩摩藩は、1867年に鹿児島紡績所を、1870年に堺紡績所を、1872年には東京に紡績所を開設した。しかし、1878年での西洋技術での綿糸産額は、3府5県7工場の合計で、同年の綿糸布輸入額の2.8％でしかなかった。だが、日本にはまだ、近代的技術と資本をもって大規模な工場制度を移植する基盤がなかった。そこで政府は、生糸製糸における富岡製糸場と同様に、官営模範工場を綿花産地であった広島に1880年、愛知に1881年に開設したり、紡績機械の無利息年賦償還払下げをするなど、政府保護による機械紡績工場を増やしていく。
こうした中で、臥雲辰致は1873年に最初のガラ紡を発明し、改善を加えて、1877年の第1回内国勧業博覧会で鳳紋賞牌を受賞する。ガラ紡の簡易な構造は、巨大な建設費を要する西洋式の紡績に比べ、少ない資本で設置できることから、広く普及した。連綿社の経営は第1回内国勧業博覧会ののち、しばらくの間は活況を呈し、東京にも支店を設けて、紡機585台を製造販売した（585台の期間は不詳）。山梨県・石川県にも、支社を設けた。しかし、購入者の中には、買い求めた機械の1 - 2の仕組みを変えて模造し他に販売しようとする者や、技術未熟のまま事業を始めて実績が上がらない者もいた。またこの時代には特許制度が未確立だったため、発明品の模倣は自由に行えたし、臥雲辰致は模倣されることを意に介さなかった。このため、連綿社は経営不振に陥り、内部に紛糾も生じた。1880年7月には東京支店を閉鎖、同年12月には事実上解散した。ガラ紡は臥雲辰致にあまり富をもたらさなかったが、明治10 - 20年の日本の綿業を支えた。綿花の産地でもあった三河では、同業組合の組合員数が1884年に264、1887年に483、1888年に481、1890年に208、1892年に206と推移しており、1887 - 1888年が初期のガラ紡界にあっては黄金時代であった。しかし例えば愛知県では、1885年以降、大規模な洋式紡績工場が続々と建設され、それらが盛んになるにつれ、ガラ紡は逆境を迎える。織布業者が、使用する糸をガラ紡糸から洋式機械紡糸にしだいに転換するからである。日本でのこうした洋式機械紡糸の発展は、1888年に1361万円の綿糸を輸入していた日本が、1890年には初めて2000円を輸出、1897年には、輸入962万円に対して輸出1349万円と、初めて輸入を輸出が上まわり、1903年には綿糸の生産80万梱、輸入3000梱、輸出30万梱と変貌し、軽工業国日本の確立へと向かう。

## 現在のガラ紡
ガラ紡による綿糸は、太くて均質でなく強い引っ張りには弱い。このことから、織った際には織り目が粗くなり、かえって柔らかく吸湿性に優れるなどの特性を持つ。この特性が好まれて需要があり、愛知県では2 - 3社がガラ紡による紡績を小規模ながら行っている。2014年8月、長野県安曇野市の豊科郷土博物館は、夏季特別展「安曇野のエジソンたち」を開催して、臥雲辰致を中心に取り上げるとともに、「発明の足跡をたどる現地学習」として、ガラ紡を使っている岡崎市の工場2つや臥雲辰致顕彰碑を見学するなどの現地見学会を実施した。

## 名前の読み方
「辰致」をどう読むかについては、異説がある。地元・子孫では「たっち」と呼ぶ者が多いという。北野進はその著『臥雲辰致とガラ紡機』で、「ときむね」であるべきことを力説している。
『大人名事典』（平凡社、1953年）は「たっち」、『信濃人物誌』（村沢武夫編）や『詳説 日本史Ｂ』（山川出版社）は「ときむね」、『信濃の人』（信濃史談会編）は「しんち」、『日本歴史大辞典』（河出書房新社刊）は「たつむね」、『資料歴史年表』（浜島書店刊）は「たつとも」と読んでいる（これらを紹介している村瀬正章『臥雲辰致』（吉川弘文館人物叢書125）は「たっち」を採用している）。

## 2013年センター入試
大学入試センターによるいわゆるセンター試験では、2013年度「日本史A」の第3問、「日本史B」の第5問として、臥雲辰致にかかわる同一の出題があった。「1885年に専売特許制度が成立した。この制度が未整備だった時代に、紡績機械のガラ紡を発明したが、大量の模造品で困窮におちいった者」として、臥雲辰致か豊田佐吉かを選択する問題であった。

## 係累
- 玄孫にジャーナリスト・松本市長の臥雲義尚がいる。